# سليب (أمر)
في الحوسبة ، يعتبر sleep هو أمر في أنظمة التشغيل يونكس وشبيه يونكس وأنظمة التشغيل الأخرى التي تعلق تنفيذ البرنامج لفترة محددة.

## نظرة عامة
يوقف تعليم السكون عملية الاتصال لمدة لا تقل عن العدد المحدد للثواني (الافتراضي) أو الدقائق أو الساعات أو الأيام.
نسخة sleep المجمعة في مجموعة غنو الأساسية كتبها جيم مايرنج وبول إيغرت. يتوفر الأمر أيضًا في نظام التشغيل OS-9  وفي كوليبري أو إس Shell  وجزء من مجموعة أدوات فري دوس Package Utilities . تم تطوير إصدار فري دوس بواسطة ترين فرانكس. في باورشل ، يعد sleep هو اسم مستعار للأمر تم تحديده مسبقًا لـ باورشل Start-Sleep والذي يخدم نفس الغرض. توفر مايكروسوفت أيضًا أداة أدوات موارد sleep لـ مايكروسوفت ويندوز والتي يمكن استخدامها في الملفات الدفعية أو موجه الأوامر لإيقاف التنفيذ والانتظار لبعض الوقت. إصدار أصلي آخر هو أمر timeout الذي يعد جزءًا من الإصدارات الحالية من ويندوز.

## استعمال
```
 
sleep
 
number

```

حيث الرقم هو عدد صحيح  للإشارة إلى الفترة الزمنية بالثواني. تدعم بعض التطبيقات أرقامحسابات الفاصلة المتحركة .

### خيارات
```
root@smine1965 ~ $ 
sleep
 
--help

Usage: sleep NUMBER[SUFFIX]...

  or:  sleep OPTION

Pause for NUMBER seconds. SUFFIX may be 's' for seconds (the default),

'm' for minutes, 'h' for hours or 'd' for days. Unlike most implementations

that require NUMBER be an integer, here NUMBER may be an arbitrary floating

point number. Given two or more arguments, pause for the amount of time

specified by the sum of their values.

      --help     display this help and exit

      --version  output version information and exit

GNU coreutils online help: <http://www.gnu.org/software/coreutils/>

Full documentation at: <http://www.gnu.org/software/coreutils/sleep>

or available locally via: info '(coreutils) sleep invocation'

```

### أمثلة
```
 
sleep
 
30

```

يؤدي الجلسة الطرفية الحالية إلى الانتظار 30 ثانية. 
```
 
sleep
 
18000

```

يؤدي الجلسة الطرفية الحالية إلى الانتظار 5 ساعات

## جنو أمثلة محددة
```
 
sleep
 
3h
 
;
 
mplayer
 
foo.mp3

```

انتظر 3 ساعات ثم يعمل foo.mp3 
```
 
sleep
 
5h
;
 
sleep
 
30m

```

يعمل 5 ساعات، ثم يعمل 30 دقيقة أخرى.